# Manivald-Vilhelm Randla
Manivald-Vilhelm Randla (ur. 15 listopada 1907 w Haapsalu, zm. 5 września 1979 w Toronto) – estoński wojskowy (kapitan), dowódca oddziału Omakaitse w okręgu Harju, 3 kompanii 29 Estońskiego Batalionu Wartowniczego Schutzmannschaft, a następnie 1 Estońskiego Batalionu SD, oficer SD w dowództwie SD w Estonii podczas II wojny światowej.
W 1928 r. ukończył szkołę wojskową w Tallinnie. Służył jako młodszy oficer w Skouts Üksik Jalaväepataljon. Od 1937 r. był wykładowcą w dziedzinie piechoty w szkole wojskowej w Tallinnie. 16 lutego 1940 r. awansował do stopnia kapitana. Po zajęciu Estonii w czerwcu tego roku, przeszedł do Armii Czerwonej. Kiedy wojska niemieckie zaatakowały ZSRR 22 czerwca 1941 r., zdezerterował. Powrócił do okupowanej Estonii, gdzie stanął na czele oddziału samoobrony Omakaitse w okręgu Harju. W 1942 r. został dowódcą 3 kompanii Schutzmannschaft Front Bataillon 29, który działał w rejonie Ligowo-Uricki pod Leningradem. Od jesieni 1943 r. w stopniu Waffen-Hauptsturmführera der SS dowodził 1 Estońskim Batalionem SD. W marcu 1944 r. stanął na czele wydziału B IA departamentu IA (osobowego) w dowództwie SD w Estonii. Następnie ewakuował się do Niemiec. Po zakończeniu wojny wyjechał do Kanady.